# Campeonato de Tercera División 1917 (Argentina)
El Campeonato de Tercera División 1917 fue el Vigésimo campeonato de la Cuarta categoría del fútbol argentino, antecesor de la actual Primera D (hoy en el Quinto nivel). Fue organizado por la Argentine Association Football League, disputado por planteles de juveniles, de equipos inscripto en divisiones superiores y colegios e instituciones.
El campeón fue el San Lorenzo IV (inscribió un equipo en Primera, en Segunda División y en Tercera División), que no ascendió a la Tercera categoría, ya que por aquella época no existía un sistema de ascensos y descensos para las categorías más bajas, y los clubes elegían en qué división deberían jugar.
De los 92 equipos inscritos solo 8 eran primeros equipos, el resto eran equipos de reserva y juveniles de clubes en niveles superiores.

## Sistema de disputa
Los equipos fueron divididos en 3 zonas geográficas: la Zona Norte se constituyó en 2 secciones de 8 equipos, 2 secciones de 7 equipos y 1 sección de 5 equipos; la Zona Oeste se constituyó en 4 secciones de 9 equipos; y la Zona Sur se constituyó en secciones de 9, 7 y 6 equipos. El ganador de cada sección se enfrentó con los ganadores de las demás secciones de su zona. Los 3 ganadores zonales se enfrentaron entre sí para definir al campeón.

## Equipos
Primeros equipos
| Equipo    | Lugar             |
| --------- | ----------------- |
| Coghlan   | Villa Urquiza     |
| El Parque | Chacabuco         |
| Everest   | Gran Buenos Aires |
| Good Boys | Buenos Aires      |
| Italia    | Villa Soldati     |
| Solís     | Buenos Aires      |
| Suizo     | Wilde             |
| Yrigoyen  | Avellaneda        |

Equipos alternativos
| Club                      | Equipos         | Lugar             |
| ------------------------- | --------------- | ----------------- |
| Adrogué                   | 1 (II)          | Adrogué           |
| América                   | 1 (II)          | Ciudad de BA      |
| All Boys                  | 2 (III y IV)    | Floresta          |
| Almagro                   | 1 (III)         | Almagro           |
| Alvear                    | 1 (II)          | Caseros           |
| Argentino                 | 1 (II)          | Wilde             |
| Argentino de Banfield     | 1 (II)          | Banfield          |
| Argentino de Quilmes      | 1 (III)         | Quilmes           |
| Argentinos Juniors        | 2 (III y IV)    | La Paternal       |
| Avellaneda                | 1 (III)         | Avellaneda        |
| Atlanta                   | 1 (IV)          | Villa Crespo      |
| Banfield                  | 1 (III)         | Banfield          |
| Barracas                  | 1 (IV)          | Barracas          |
| Barracas Central          | 2 (III y IV)    | Barracas          |
| Barracas Juniors          | 1 (II)          | Barracas          |
| Sp. Belgrano              | 1 (II)          | Belgrano          |
| Bernal                    | 2 (II y III)    | Bernal            |
| Boca Alumni               | 1 (II)          | Dock Sud          |
| Boulogne                  | 1 (II)          | Boulogne          |
| Cambrian                  | 1 (II)          | Villa Lugano      |
| Chacabuco                 | 1 (III)         | Chacabuco         |
| Ciudadela                 | 1 (II)          | Ciudadela         |
| Coghlan                   | 1 (II)          | Villa Urquiza     |
| Compañía General BA       | 1 (II)          | Villa Lugano      |
| El Comercio               | 1 (II)          | Ciudad de BA      |
| Floresta                  | 1 (II)          | Floresta          |
| Palermo                   | 1 (III)         | Palermo           |
| San Fernando              | 2 (II y III)    | San Fernando      |
| Libertarios Unidos        | 1 (III)         | Munro             |
| Columbian                 | 1 (III)         | Barracas          |
| Comercio                  | 1 (II)          | Nuñez             |
| Corinthians               | 1 (II)          | Avellaneda        |
| Defensores de Belgrano    | 1 (III)         | Nuñez             |
| Del Plata                 | 1 (II)          | Quilmes           |
| Estudiantes               | 1 (IV)          | Caseros           |
| Estudiantes de Belgrano   | 1 (II)          | Belgrano          |
| Estudiantes Washington    | 2 (III y IV)    | Ciudad de BA      |
| Estudiantil Porteño       | 2 (IV y V)      | Ituzaingo         |
| Eureka                    | 3 (III, IV y V) | Floresta          |
| Everest                   | 1 (II)          | Gran Buenos Aires |
| Federico Lacroze          | 1 (II)          | Ciudad de BA      |
| General Mitre             | 2 (II y III)    | San Martin        |
| Hipólito Vieytes          | 1 (II)          | Duggan            |
| Honor y Patria (Floresta) | 1 (III)         | Floresta          |
| Huracán                   | 1 (IV)          | Parque Patricios  |
| Independiente             | 2 (IV y V)      | Avellaneda        |
| Irigoyen                  | 1 (II)          | Avellaneda        |
| Lanús                     | 2 (IV y V)      | Lanús             |
| Nueva Chicago             | 1 (II)          | Mataderos         |
| Olimpia                   | 2 (II y III)    | Ciudad de BA      |
| Sp. Palermo               | 1 (II)          | Palermo           |
| Platense                  | 1 (III)         | Vicente López     |
| Plus Ultra                | 1 (II)          | Gran Buenos Aires |
| Porteño                   | 2 (IV y V)      | San Vicente       |
| Racing                    | 1 (IV)          | Avellaneda        |
| Radium                    | 2 (II y III)    | Ciudad de BA      |
| Ramos Mejía               | 1 (II)          | Ramos Mejía       |
| San Lorenzo de Almagro    | 1 (IV)          | Boedo             |
| San Telmo                 | 2 (III y IV)    | San Telmo         |
| Tigre Juniors             | 1 (II)          | Victoria          |
| Unión                     | 1 (II)          | Caseros           |
| Unión Excursionistas      | 1 (III)         | Bajo Belgrano     |
| Vélez Sarsfield           | 1 (III)         | Liniers           |
| Victoria                  | 1 (II)          | Victoria          |
| Villa Real                | 1 (II)          | Villa Real        |
| Villa Urquiza             | 1 (II)          | Villa Urquiza     |
| Villa Ballester           | 2 (III y IV)    | Villa Ballester   |

|}

## Zona Norte

### Sección A
| Pos | Equipo              | Pts | PJ | PG | PE | PP | GF | GC |
| --- | ------------------- | --- | -- | -- | -- | -- | -- | -- |
| 1.º | Platense III        | 20  | 12 | 9  | 2  | 1  | 30 | 5  |
| 2.º | El Parque           | 19  | 12 | 9  | 1  | 2  | 20 | 8  |
| 3.º | Villa Real II       | 17  | 12 | 7  | 3  | 2  | 14 | 13 |
| 4.º | Coghlan             | 16  | 12 | 8  | 0  | 4  | 22 | 17 |
| 5.º | Federico Lacroze II | 5   | 12 | 2  | 1  | 9  | 9  | 22 |
| 6.º | Comercio II         | 4   | 12 | 2  | 0  | 10 | 10 | 29 |
| 7.º | Radium II           | 4   | 12 | 2  | 0  | 10 | 4  | 15 |

### Sección B
| Pos | Equipo                     | Pts | PJ | PG | PE | PP | GF | GC |
| --- | -------------------------- | --- | -- | -- | -- | -- | -- | -- |
| 1.º | Defensores de Belgrano III | 26  | 14 | 13 | 0  | 1  | 35 | 12 |
| 2.º | Porteño IV                 | 24  | 14 | 12 | 0  | 2  | 36 | 11 |
| 3.º | Sp. Belgrano II            | 19  | 14 | 9  | 1  | 4  | 15 | 20 |
| 4.º | Palermo III                | 17  | 14 | 8  | 1  | 5  | 24 | 19 |
| 5.º | Good Boys                  | 10  | 14 | 5  | 0  | 9  | 17 | 19 |
| 6.º | Villa Ballester IV         | 10  | 14 | 5  | 0  | 9  | 22 | 18 |
| 7.º | Alvear II                  | 4   | 14 | 2  | 0  | 12 | 9  | 37 |
| 8.º | Estudiantes de Belgrano II | 2   | 14 | 1  | 0  | 13 | 6  | 28 |

### Sección C
| Pos | Equipo         | Pts | PJ | PG | PE | PP | GF | GC |
| --- | -------------- | --- | -- | -- | -- | -- | -- | -- |
| 1.º | Sp. Palermo II | 20  | 12 | 10 | 0  | 2  | 19 | 6  |
| 2.º | Porteño V      | 16  | 12 | 7  | 2  | 3  | 25 | 12 |
| 3.º | Radium III     | 15  | 12 | 7  | 1  | 4  | 16 | 8  |
| 4.º | El Comercio II | 10  | 12 | 5  | 0  | 7  | 8  | 9  |
| 5.º | Everest II     | 9   | 12 | 4  | 1  | 7  | 7  | 14 |
| 6.º | Boulogne II    | 7   | 12 | 3  | 1  | 8  | 6  | 23 |
| 7.º | Victoria II    | 7   | 12 | 3  | 1  | 8  | 5  | 12 |

### Sección D
| Pos | Equipo           | Pts | PJ | PG | PE | PP | GF | GC |
| --- | ---------------- | --- | -- | -- | -- | -- | -- | -- |
| 1.º | Villa Urquiza II | 15  | 8  | 7  | 1  | 0  | 7  | 1  |
| 2.º | Everest          | 13  | 8  | 6  | 1  | 1  | 18 | 3  |
| 3.º | Estudiantes IV   | 7   | 8  | 3  | 1  | 4  | 9  | 10 |
| 4.º | San Fernando III | 3   | 8  | 1  | 1  | 6  | 3  | 12 |
| 5.º | Plus Ultra ll    | 2   | 8  | 0  | 2  | 6  | 3  | 12 |

### Sección E
| Pos | Equipo                   | Pts | PJ | PG | PE | PP | GF | GC |
| --- | ------------------------ | --- | -- | -- | -- | -- | -- | -- |
| 1.º | Villa Ballester III      | 25  | 14 | 12 | 1  | 1  | 31 | 5  |
| 2.º | Coghlan II               | 21  | 14 | 9  | 3  | 2  | 20 | 12 |
| 3.º | Tigre Juniors II         | 19  | 14 | 9  | 1  | 4  | 21 | 17 |
| 4.º | América II               | 16  | 14 | 7  | 2  | 5  | 19 | 20 |
| 5.º | San Fernando II          | 13  | 14 | 6  | 1  | 7  | 26 | 13 |
| 6.º | Libertarios Unidos III   | 7   | 14 | 3  | 1  | 10 | 10 | 14 |
| 7.º | Unión (C) II             | 6   | 14 | 2  | 2  | 10 | 8  | 29 |
| 8.º | Unión Excursionistas III | 5   | 14 | 2  | 1  | 11 | 9  | 35 |

## Zona Oeste

### Sección A
| Pos | Equipo                    | Pts | PJ | PG | PE | PP | GF | GC |
| --- | ------------------------- | --- | -- | -- | -- | -- | -- | -- |
| 1.º | San Lorenzo de Almagro IV | 31  | 16 | 15 | 1  | 0  | 40 | 7  |
| 2.º | Eureka III                | 23  | 16 | 10 | 3  | 3  | 29 | 7  |
| 3.º | Olimpia III               | 23  | 16 | 11 | 1  | 4  | 32 | 13 |
| 4.º | Estudiantil Porteño IV    | 17  | 16 | 8  | 1  | 7  | 27 | 11 |
| 5.º | Barracas IV               | 15  | 16 | 7  | 1  | 8  | 10 | 21 |
| 6.º | General Mitre (SM) III    | 13  | 16 | 6  | 1  | 9  | 16 | 24 |
| 7.º | Ramos Mejía II            | 10  | 16 | 4  | 2  | 10 | 6  | 27 |
| 8.º | Irigoyen II               | 7   | 16 | 3  | 1  | 12 | 18 | 28 |
| 9.º | All Boys III              | 5   | 16 | 2  | 1  | 13 | 5  | 5  |

### Sección B
| Pos | Equipo                | Pts | PJ | PG | PE | PP | GF | GC |
| --- | --------------------- | --- | -- | -- | -- | -- | -- | -- |
| 1.º | Huracán IV            | 26  | 14 | 12 | 2  | 0  | 52 | 7  |
| 2.º | Barracas Central III  | 23  | 14 | 10 | 3  | 1  | 22 | 9  |
| 3.º | Ciudadela II          | 15  | 14 | 6  | 3  | 5  | 21 | 16 |
| 4.º | Irigoyen              | 15  | 14 | 7  | 1  | 6  | 19 | 16 |
| 5.º | Cambrian II           | 13  | 14 | 5  | 3  | 6  | 11 | 25 |
| 6.º | Eureka V              | 10  | 14 | 4  | 2  | 8  | 9  | 25 |
| 7.º | Estudiantil Porteño V | 6   | 14 | 2  | 2  | 10 | 7  | 14 |
| 8.º | All Boys III          | 5   | 16 | 2  | 1  | 13 | 5  | 5  |
| 9.º | Argentinos Juniors IV | 4   | 14 | 2  | 0  | 12 | 1  | 30 |

### Sección C
| Pos | Equipo                    | Pts | PJ | PG | PE | PP | GF | GC |
| --- | ------------------------- | --- | -- | -- | -- | -- | -- | -- |
| 1.º | General Mitre (SM) II     | 27  | 16 | 13 | 1  | 2  | 44 | 13 |
| 2.º | Estudiantes Washington IV | 22  | 15 | 9  | 4  | 2  | 28 | 15 |
| 3.º | Vélez Sarsfield III       | 19  | 16 | 9  | 1  | 6  | 18 | 7  |
| 4.º | Argentinos Juniors III    | 17  | 15 | 7  | 3  | 5  | 10 | 13 |
| 5.º | Almagro III               | 15  | 16 | 6  | 3  | 7  | 13 | 14 |
| 6.º | Barracas Central IV       | 14  | 16 | 6  | 2  | 8  | 10 | 23 |
| 7.º | Nueva Chicago II          | 14  | 16 | 6  | 2  | 8  | 16 | 16 |
| 8.º | Del Plata II              | 11  | 16 | 3  | 5  | 8  | 14 | 14 |
| 9.º | Compañía General II       | 3   | 16 | 1  | 1  | 14 | 4  | 42 |

### Sección D
| Pos | Equipo                     | Pts | PJ | PG | PE | PP | GF | GC |
| --- | -------------------------- | --- | -- | -- | -- | -- | -- | -- |
| 1.º | Honor y Patria III         | 30  | 16 | 15 | 0  | 1  | 39 | 12 |
| 2.º | Olimpia II                 | 25  | 16 | 12 | 1  | 3  | 27 | 14 |
| 3.º | Floresta II                | 19  | 16 | 7  | 5  | 4  | 21 | 13 |
| 4.º | Columbian III              | 17  | 16 | 8  | 1  | 7  | 41 | 17 |
| 5.º | Estudiantes Washington III | 16  | 16 | 6  | 4  | 6  | 14 | 35 |
| 6.º | Italia                     | 15  | 16 | 6  | 3  | 7  | 9  | 16 |
| 7.º | All Boys IV                | 8   | 16 | 3  | 2  | 11 | 18 | 25 |
| 8.º | Atlanta IV                 | 8   | 16 | 4  | 0  | 12 | 14 | 42 |
| 9.º | Eureka IV                  | 4   | 16 | 2  | 0  | 14 | 9  | 22 |

## Zona Sur

### Sección A
| Pos | Equipo                   | Pts | PJ | PG | PE | PP | GF | GC |
| --- | ------------------------ | --- | -- | -- | -- | -- | -- | -- |
| 1.º | Independiente V          | 28  | 16 | 13 | 2  | 1  | 25 | 8  |
| 2.º | Avellaneda III           | 26  | 16 | 13 | 0  | 3  | 21 | 10 |
| 3.º | Argentino de Quilmes III | 23  | 16 | 12 | 1  | 3  | 35 | 6  |
| 4.º | Argentino de Banfield II | 21  | 16 | 9  | 3  | 4  | 28 | 17 |
| 5.º | San Telmo III            | 15  | 16 | 7  | 1  | 8  | 19 | 18 |
| 6.º | Hipólito Vieytes II      | 14  | 16 | 6  | 2  | 8  | 17 | 24 |
| 7.º | Barracas Juniors II      | 11  | 16 | 5  | 1  | 10 | 6  | 19 |
| 8.º | Suizo                    | 4   | 16 | 2  | 0  | 14 | 7  | 26 |
| 9.º | Chacabuco III            | 0   | 16 | 0  | 0  | 16 | 2  | 30 |

### Sección B
| Pos | Equipo         | Pts | PJ | PG | PE | PP | GF | GC |
| --- | -------------- | --- | -- | -- | -- | -- | -- | -- |
| 1.º | Boca Alumni ll | 17  | 10 | 8  | 1  | 1  | 9  | 3  |
| 2.º | Adrogué II     | 16  | 10 | 8  | 0  | 2  | 21 | 7  |
| 3.º | Lanús V        | 9   | 10 | 4  | 1  | 5  | 6  | 12 |
| 4.º | Argentino II   | 9   | 10 | 5  | 1  | 5  | 4  | 6  |
| 5.º | Banfield III   | 7   | 10 | 3  | 1  | 6  | 16 | 13 |
| 6.º | Bernal II      | 2   | 10 | 1  | 0  | 9  | 3  | 16 |

### Sección C
| Pos | Equipo           | Pts | PJ | PG | PE | PP | GF | GC |
| --- | ---------------- | --- | -- | -- | -- | -- | -- | -- |
| 1.º | Independiente IV | 24  | 12 | 12 | 0  | 0  | 30 | 4  |
| 2.º | Corinthians ll   | 17  | 1  | 8  | 1  | 3  | 18 | 10 |
| 3.º | Lanús IV         | 15  | 12 | 7  | 1  | 4  | 30 | 19 |
| 4.º | Solís            | 12  | 12 | 5  | 2  | 5  | 20 | 18 |
| 5.º | Racing IV        | 7   | 12 | 3  | 1  | 8  | 20 | 12 |
| 6.º | San Telmo IV     | 7   | 12 | 3  | 1  | 8  | 12 | 25 |
| 7.º | Bernal lll       | 2   | 12 | 1  | 0  | 11 | 2  | 44 |

## Campeón
Se desconoce la fase siguiente (si es que la hubo), por ende el criterio con que AFA considera como campeón a San Lorenzo IV.

San Lorenzo de Almagro IV